# بطولة أمم أوروبا 2012

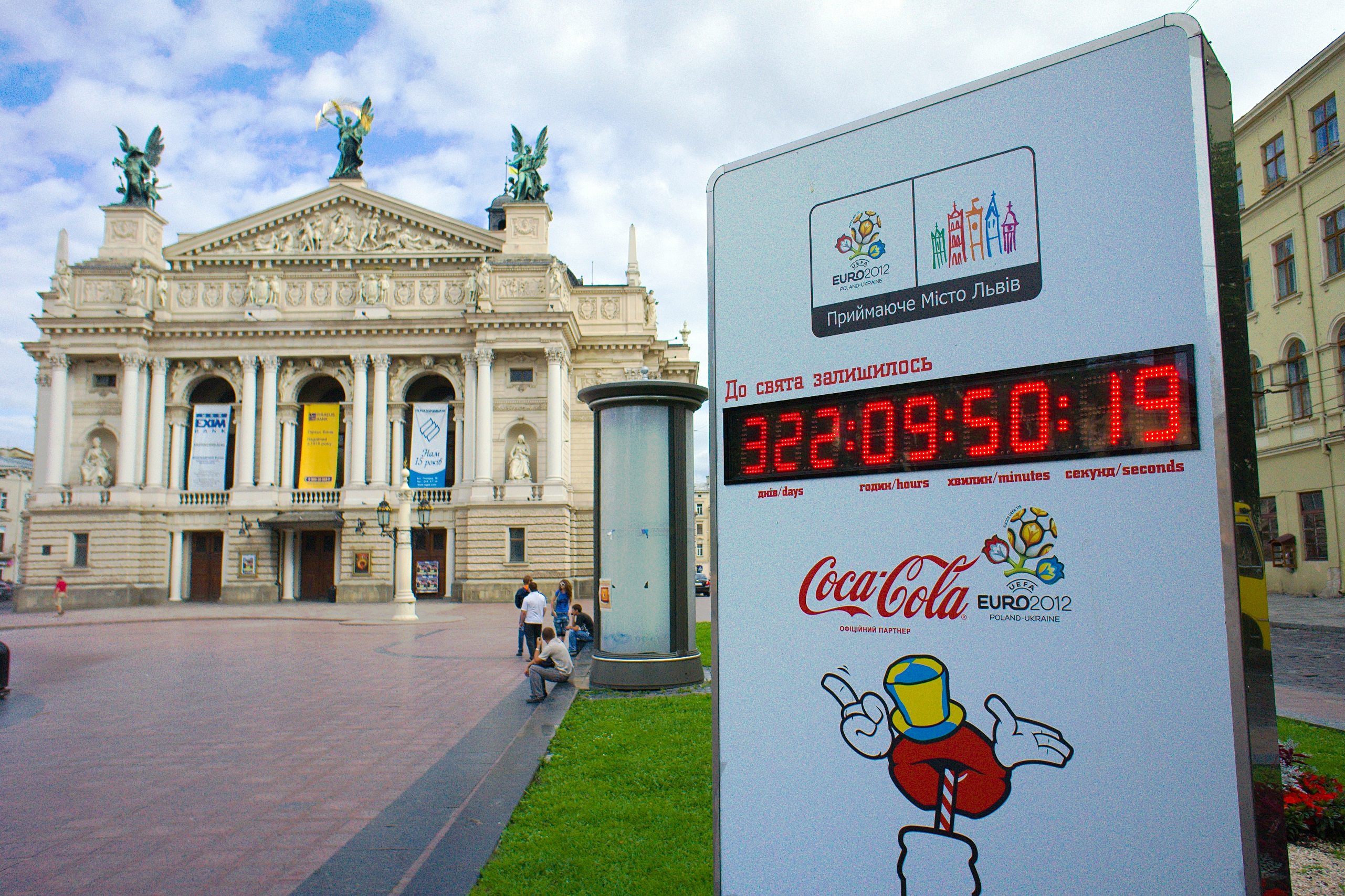
ساعة العد التنزالي لافتتاح البطولة (لفيف، أوكرانيا)

بطولة أمم أوروبا لكرة القدم 2012، أو كما يشار إليها يورو 2012، هي البطولة الرابعة عشرة من بطولة أوروبا للمنتخبات الوطنية لكرة القدم والتي يقرها الاتحاد الأوروبي لكرة القدم. أقيمت نهائياتها في بولندا وأوكرانيا بين 8 يونيو و 1 يوليو 2012. وفي 2007 أعلنت اللجنة التنفيذية عن أسماء الدول المنظمة.
وهي البطولة الأخيرة من كأس أمم أوروبا التي يشارك بها 16 فريق، حيث أن يورو 2016 في فرنسا ستبدأ أول مشاركة ل24 فريق في النهائيات. التصفيات تكونت من 51 فريق تنافسوا لحجز 14 مقعد متبقي لنهائيات يورو 2012 (بسبب التأهل المسبق للدولتين المستضيفتين)، وأجريت مباريات التصفيات المؤهلة بين أغسطس 2010 ونوفمبر 2011.
الفائز بالبطولة تأهل لنهائيات كأس القارات 2013 الذي استاضفته البرازيل.

## المدن
المدن المضيفة هي (وارسو، غدانسك، فروتسلاو، بوزنان) في بولندا و(كييف، لفيف، دونتسك، خاركيف) في أوكرانيا

## الملاعب
| وارسو                         | بوزنان                     | غدانسك                       | فروتسلاو                       |
| ----------------------------- | -------------------------- | ---------------------------- | ------------------------------ |
| الملعب الوطني السعة: 53,224   | ملعب البلدية السعة: 42,004 | بي جي إي أرينا السعة: 40,818 | ملعب البلدية السعة: 40,610     |
|                               |                            |                              |                                |
|                               |                            |                              |                                |
| كييف                          | دنتسك                      | خاركوف                       | لفيف                           |
| الملعب الأولمبي السعة: 69,004 | دونباس أرينا السعة: 51,504 | ملعب ميتاليست السعة: 38,633  | ملعب لفيف الجديد السعة: 33,500 |
|                               |                            |                              |                                |

## التصفيات

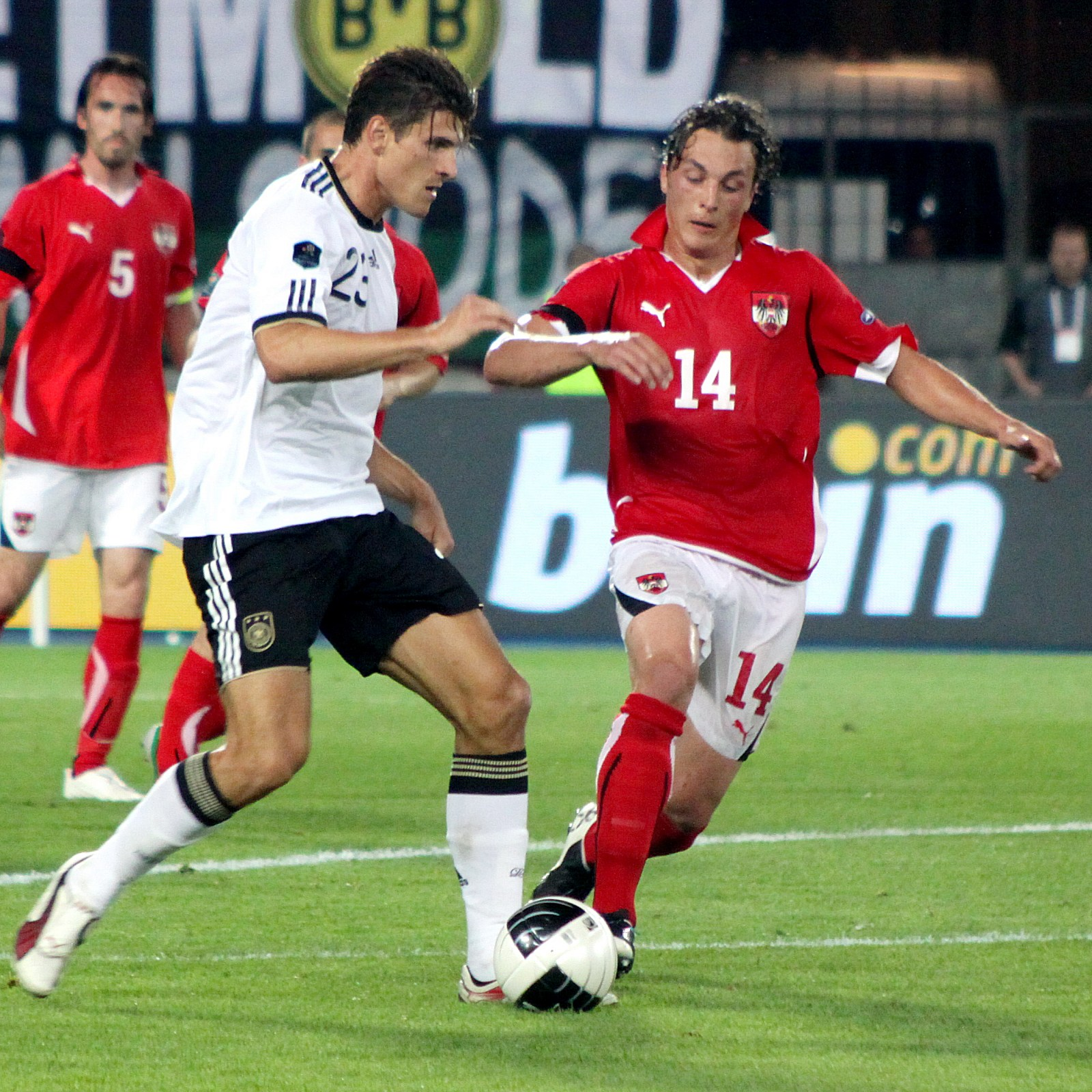
من مباراة ألمانيا v النمسا (2–1)

أقيمت قرعة التصفيات المؤهلة لكأس الأمم الأوروبية لكرة القدم 2012 في وارسو يوم 7 فبراير 2010. شارك فيها 51 منتخب للمنافسة على 14 مقعد متبقي في النهائيات، إلى جانب المنظمون بالشراكة بولندا وأوكرانيا. كانت هذه هي المرة الأولى التي يستخدم بها الاتحاد الأوروبي لكرة القدم معامل فرق الاتحاد لتصنيف وتوزيع الفرق المشاركة إلى فئات. وقد قسمت المنتخبات إلى تسع مجموعات في قرعة التصفيات المؤهلة.

### المنتخبات المشاركة
الفرق الستة عشر الذين تأهلوا للمشاركة في النهائيات هم:
| الفريق          | طريق التأهل     | تاريخ التأهل   | المشاركات السابقة في المسابقة                                   |
| --------------- | --------------- | -------------- | --------------------------------------------------------------- |
| بولندا          | المستضيف        | 18 أبريل 2007  | 1 (2008)                                                        |
| أوكرانيا        | المستضيف        | 18 أبريل 2007  | 0 (أول مشاركة)                                                  |
| ألمانيا         | فائز المجموعة أ | 2 سبتمبر 2011  | 10 (1972، 1976، 1980، 1984، 1988، 1992، 1996، 2000، 2004، 2008) |
| إيطاليا         | فائز المجموعة ج | 6 سبتمبر 2011  | 7 (1968، 1980، 1988، 1996، 2000، 2004، 2008)                    |
| هولندا          | فائز المجموعة ر | 6 سبتمبر 2011  | 8 (1976، 1980، 1988، 1992، 1996، 2000، 2004، 2008)              |
| إسبانيا         | فائز المجموعة ع | 6 سبتمبر 2011  | 8 (1964، 1980، 1984، 1988، 1996، 2000، 2004، 2008)              |
| إنجلترا         | فائز المجموعة ص | 7 أكتوبر 2011  | 7 (1968، 1980، 1988، 1992، 1996، 2000، 2004)                    |
| روسيا           | فائزالمجموعة ب  | 11 أكتوبر 2011 | 9 (1960، 1964، 1968، 1972، 1988، 1992، 1996، 2004، 2008)        |
| فرنسا           | فائز المجموعة د | 11 أكتوبر 2011 | 7 (1960، 1984، 1992، 1996، 2000، 2004، 2008)                    |
| اليونان         | فائز المجموعة س | 11 أكتوبر 2011 | 3 (1980، 2004، 2008)                                            |
| الدنمارك        | فائز المجموعة ط | 11 أكتوبر 2011 | 7 (1964، 1984، 1988، 1992، 1996، 2000، 2004)                    |
| السويد          | أفضل وصيف       | 11 أكتوبر 2011 | 4 (1992، 2000، 2004، 2008)                                      |
| كرواتيا         | فائز الملحق     | 15 نوفمبر 2011 | 3 (1996، 2004، 2008)                                            |
| جمهورية التشيك  | فائز الملحق     | 15 نوفمبر 2011 | 7 (1960، 1976، 1980، 1996، 2000، 2004، 2008)                    |
| البرتغال        | فائز الملحق     | 15 نوفمبر 2011 | 5 (1984، 1996، 2000، 2004، 2008)                                |
| جمهورية أيرلندا | فائز الملحق     | 15 نوفمبر 2011 | 1 (1988)                                                        |

1. ↑  الخط العريض يشير إلى بطل تلك السنة. الخط المائل يشير إلى مستضيف تلك السنة.
2. ↑  من 1972 إلى 1988، شاركت ألمانيا بإسم ألمانيا الغربية.
3. ↑  من 1960 إلى 1988 شاركت روسيا بإسم الاتحاد السوفيتي، و في 1992 بإسم رابطة الدول المستقلة.
4. ↑  من 1960 إلى 1980 شاركت جمهورية التشيك بإسم تشيكوسلوفاكيا.

## قرعة النهائيات
أقيم سحب القرعة يوم 2 ديسمبر 2011 بقصر الفنون في العاصمة الأوكرانية كييف. وشارك في سحب القرعة أربع لاعبين سبق لهم أن فازوا بلقب البطولة وهم: ماركو فان باستن وزين الدين زيدان وبيتر شمايكل وهورست هروبريتش.
| الفئة 1                                | الفئة 2                               | الفئة 3                                 | الفئة 4                                               |
| -------------------------------------- | ------------------------------------- | --------------------------------------- | ----------------------------------------------------- |
| - أوكرانيا - بولندا - إسبانيا - هولندا | - ألمانيا - إيطاليا - إنجلترا - روسيا | - كرواتيا - اليونان - البرتغال - السويد | - الدنمارك - فرنسا - جمهورية التشيك - جمهورية أيرلندا |

## حكام المباريات
| الدولة   | الحكم                   | الحكام المساعدين                                                                         | الحكام الإضافيين                           |
| -------- | ----------------------- | ---------------------------------------------------------------------------------------- | ------------------------------------------ |
| إنجلترا  | هوارد ويب               | مايكل مولاركي بيتر كيركب ستيفن تشايلد (وضع الاستعداد)                                    | مارتن أتكينسون مارك كلاتنبرغ               |
| فرنسا    | ستيفان لانوي            | إيرك دانسالت فريديريك كانو ميشيل أنونير (وضع الاستعداد)                                  | فريدي فوتريل رودي بوكي                     |
| ألمانيا  | وولفغانغ ستارك          | يان-هندريك سالفر مايك بيكل مارك بورش (وضع الاستعداد)                                     | فلوريان ماير دينيز أيتقين                  |
| المجر    | فيكتور كاساي            | غابور إيروس جيورجي رينغ روبرت كيسبال (وضع الاستعداد)                                     | إستفان فاد تاماس بوجنار                    |
| إيطاليا  | نيكولا ريتزولي          | ريناتو فافيراني أندريا ستيفاني لوكا ماجياني (وضع الاستعداد)                              | جيانلوكا روتشي باولو تاغليافينتو           |
| هولندا   | بيورن كويبرس            | ساندر فان روكيل إروين زينسترا نوربيرتس سيمونز (وضع الاستعداد)                            | بول فان بويكل ريتشارد ليسفيلد              |
| البرتغال | بيدرو بروينكا           | بيرتينو ميراندا ريكاردو سانتوس تياجو تيريجو (وضع الاستعداد)                              | جورجي سوزا دوارتي غوميس                    |
| اسكتلندا | كريغ تومسون             | ألاسدير روس ديريك روز جراهام تشامبرز (وضع الاستعداد)                                     | ويليام كولوم إيوان نوريس                   |
| سلوفينيا | دامير سكومينا           | بريموز أرهار ماركو ستانتشين ماتي زونيتش (وضع الاستعداد)                                  | ماتي يوغ سلافكو فينتشيتش                   |
| إسبانيا  | كارلاوس فيلاسكو كاربايو | روبيرتو ألونسو فيرنانديز خوان كارلوس يوستي خيمينيز خيسوس كالفو غوادامورو (وضع الاستعداد) | دافيد فيرنانديز بوربالان كارلوس كلوس غوميز |
| السويد   | يوناس إريكسون           | ستيفان ويتبرغ ماتياس كلاسينيوس فريدريك نيلسون (وضع الاستعداد)                            | ماركوس سترومبيرغسون ستيفان يوهانسون        |
| تركيا    | جونيت شاكر              | بهاء الدين دوران طارق أونغون مصطفى إمره إيصوي (وضع الاستعداد)                            | حسين غوجيك بولنت يلديريم                   |

| الدولة   | الحكم الرابع     |
| -------- | ---------------- |
| التشيك   | بافل كرالوفيتش   |
| النرويج  | توم هارلرد هاجين |
| بولندا   | مارسين بورسكي    |
| أوكرانيا | فيكتور شفيتسوف   |

| الدولة   | الحكام المساعدين الأضافيين |
| -------- | -------------------------- |
| إيرلندا  | دامين ماكجريث              |
| بولندا   | مارسين بورسكي              |
| سلوفاكيا | رومان سلايسكو              |
| أوكرانيا | أولكسندر فويتك             |

## التشكيلات
يجب على كل دولة تقديم قائمة تضم 23 لاعباً من بينهم ثلاثة حراس مرمى يوم 28 مايو 2012.

## مرحلة المجموعات
جميع الأوقات حسب التوقيت الصيفي لأوروبا الوسطى (ت ع م+02:00) في بولندا والتوقيت الصيفي لأوروبا الشرقية (ت ع م+03:00) في أوكرانيا

### المجموعة أ
| م | الفريق         | لعب | ف | ت | خ | أ.له | أ.ع | أ.ف | نقاط | التأهل                       |
| - | -------------- | --- | - | - | - | ---- | --- | --- | ---- | ---------------------------- |
| 1 | جمهورية التشيك | 3   | 2 | 0 | 1 | 4    | 5   | −1  | 6    | يتقدم إلى مرحلة خروج المغلوب |
| 2 | اليونان        | 3   | 1 | 1 | 1 | 3    | 3   | 0   | 4    | يتقدم إلى مرحلة خروج المغلوب |
| 3 | روسيا          | 3   | 1 | 1 | 1 | 5    | 3   | +2  | 4    |                              |
| 4 | بولندا (H)     | 3   | 0 | 2 | 1 | 2    | 3   | −1  | 2    |                              |

| بولندا                | 1–1   | اليونان                  |
| --------------------- | ----- | ------------------------ |
| روبرت ليفاندوفسكي 17' | تقرير | ديميتريس سالبينغيديس 51' |

| روسيا                                                                | 4–1   | جمهورية التشيك    |
| -------------------------------------------------------------------- | ----- | ----------------- |
| - ألان دزاغويف 15'، 79' - رومان شيروكوف 24' - رومان بافليوتشينكو 82' | تقرير | فاتسلاف بيلار 52' |

| اليونان            | 1–2   | جمهورية التشيك                        |
| ------------------ | ----- | ------------------------------------- |
| ثيوفانيس غيكاس 53' | تقرير | - بيتر ييراتشيك 3' - فاتسلاف بيلار 6' |

| بولندا                  | 1–1   | روسيا            |
| ----------------------- | ----- | ---------------- |
| ياكوب بواشتشيكوفسكي 57' | تقرير | ألان دزاغويف 37' |

| جمهورية التشيك    | 1–0   | بولندا |
| ----------------- | ----- | ------ |
| بيتر ييراتشيك 72' | تقرير |        |

| اليونان                 | 1–0   | روسيا |
| ----------------------- | ----- | ----- |
| جيورجوس كاراغونيس 45+2' | تقرير |       |

### المجموعة ب
| م | الفريق   | لعب | ف | ت | خ | أ.له | أ.ع | أ.ف | نقاط | التأهل                       |
| - | -------- | --- | - | - | - | ---- | --- | --- | ---- | ---------------------------- |
| 1 | ألمانيا  | 3   | 3 | 0 | 0 | 5    | 2   | +3  | 9    | يتقدم إلى مرحلة خروج المغلوب |
| 2 | البرتغال | 3   | 2 | 0 | 1 | 5    | 4   | +1  | 6    | يتقدم إلى مرحلة خروج المغلوب |
| 3 | الدنمارك | 3   | 1 | 0 | 2 | 4    | 5   | −1  | 3    |                              |
| 4 | هولندا   | 3   | 0 | 0 | 3 | 2    | 5   | −3  | 0    |                              |

| هولندا | 0–1   | الدنمارك           |
| ------ | ----- | ------------------ |
|        | تقرير | مايكل كرون-دلي 24' |

| ألمانيا         | 1–0   | البرتغال |
| --------------- | ----- | -------- |
| ماريو غوميز 72' | تقرير |          |

| الدنمارك               | 2–3   | البرتغال                                             |
| ---------------------- | ----- | ---------------------------------------------------- |
| نيكلاس بينتنر 41'، 80' | تقرير | - بيبي 24' - هيلدر بوستيغا 36' - سيلفيستر فاريلا 87' |

| هولندا              | 1–2   | ألمانيا              |
| ------------------- | ----- | -------------------- |
| روبين فان بيرسي 73' | تقرير | ماريو غوميز 24'، 38' |

| البرتغال                   | 2–1   | هولندا                  |
| -------------------------- | ----- | ----------------------- |
| كريستيانو رونالدو 28'، 74' | تقرير | رافاييل فان در فارت 11' |

| الدنمارك           | 1–2   | ألمانيا                               |
| ------------------ | ----- | ------------------------------------- |
| مايكل كرون-دلي 24' | تقرير | - لوكاس بودولسكي 19' - لارس بيندر 80' |

### المجموعة ج
| م | الفريق          | لعب | ف | ت | خ | أ.له | أ.ع | أ.ف | نقاط | التأهل                       |
| - | --------------- | --- | - | - | - | ---- | --- | --- | ---- | ---------------------------- |
| 1 | إسبانيا         | 3   | 2 | 1 | 0 | 6    | 1   | +5  | 7    | يتقدم إلى مرحلة خروج المغلوب |
| 2 | إيطاليا         | 3   | 1 | 2 | 0 | 4    | 2   | +2  | 5    | يتقدم إلى مرحلة خروج المغلوب |
| 3 | كرواتيا         | 3   | 1 | 1 | 1 | 4    | 3   | +1  | 4    |                              |
| 4 | جمهورية أيرلندا | 3   | 0 | 0 | 3 | 1    | 9   | −8  | 0    |                              |

| إسبانيا      | 1 – 1 | إيطاليا       |
| ------------ | ----- | ------------- |
| فابريغاس 64' | تقرير | دي ناتالي 61' |

| جمهورية أيرلندا | 1 – 3 | كرواتيا                           |
| --------------- | ----- | --------------------------------- |
| سانت ليدجر 19'  | تقرير | ماندزوكيتش 3'، 49' · ييلافيتش 43' |

| إيطاليا   | 1 – 1 | كرواتيا        |
| --------- | ----- | -------------- |
| بيرلو 39' | تقرير | ماندزوكيتش 72' |

| إسبانيا                                  | 4 – 0 | جمهورية أيرلندا |
| ---------------------------------------- | ----- | --------------- |
| توريس 4'، 70' · سيلفا 49' · فابريغاس 83' | تقرير |                 |

| كرواتيا | 0 – 1 | إسبانيا   |
| ------- | ----- | --------- |
|         |       | نافاز 87' |

| إيطاليا                   | 2 – 0 | جمهورية أيرلندا |
| ------------------------- | ----- | --------------- |
| كاسانو 35' · بالوتيلي 90' |       |                 |

### المجموعة د
| م | الفريق       | لعب | ف | ت | خ | أ.له | أ.ع | أ.ف | نقاط | التأهل                       |
| - | ------------ | --- | - | - | - | ---- | --- | --- | ---- | ---------------------------- |
| 1 | إنجلترا      | 3   | 2 | 1 | 0 | 5    | 3   | +2  | 7    | يتقدم إلى مرحلة خروج المغلوب |
| 2 | فرنسا        | 3   | 1 | 1 | 1 | 3    | 3   | 0   | 4    | يتقدم إلى مرحلة خروج المغلوب |
| 3 | أوكرانيا (H) | 3   | 1 | 0 | 2 | 2    | 4   | −2  | 3    |                              |
| 4 | السويد       | 3   | 1 | 0 | 2 | 5    | 5   | 0   | 3    |                              |

| فرنسا    | 1 – 1 | إنجلترا    |
| -------- | ----- | ---------- |
| نصري 39' | تقرير | ليسكوت 30' |

| أوكرانيا           | 2 – 1 | السويد           |
| ------------------ | ----- | ---------------- |
| شيفتشينكو 55'، 62' | تقرير | إبراهيموفيتش 52' |

| السويد           | 2 – 3 | إنجلترا                             |
| ---------------- | ----- | ----------------------------------- |
| ميلبيرغ 49'، 59' |       | كارول 23' · والكوت 64' · ويلبيك 78' |

| أوكرانيا | 0 – 2 | فرنسا                 |
| -------- | ----- | --------------------- |
|          |       | مينيز 53' · كاباي 56' |

| إنجلترا  | 1 – 0 | أوكرانيا |
| -------- | ----- | -------- |
| روني 48' |       |          |

| السويد                          | 2 – 0 | فرنسا |
| ------------------------------- | ----- | ----- |
| إبراهيموفيتش 54' · لارسون 90+1' |       |       |

## مرحلة خروج المغلوب
|  | ربع النهائي       | ربع النهائي      |                   |       | نصف النهائي | نصف النهائي |  |  | النهائي | النهائي |
|  |                   |                  |                   |       |             |             |  |  |         |         |
|  | 21 يونيو – وارسو  |                  |                   |       |             |             |  |  |         |         |
|  |                   |                  |                   |       |             |             |  |  |         |         |
|  | جمهورية التشيك    | 0                |                   |       |             |             |  |  |         |         |
|  | جمهورية التشيك    | 0                | 27 يونيو – دونتسك |       |             |             |  |  |         |         |
|  | البرتغال          | 1                |                   |       |             |             |  |  |         |         |
|  | البرتغال          | 1                | البرتغال          | 0 (2) |             |             |  |  |         |         |
|  | 23 يونيو – دونتسك |                  | البرتغال          | 0 (2) |             |             |  |  |         |         |
|  |                   | إسبانيا          | 0 (4)             |       |             |             |  |  |         |         |
|  | إسبانيا           | إسبانيا          | 0 (4)             | 2     |             |             |  |  |         |         |
|  | إسبانيا           |                  | 1 يوليو – كييف    | 2     |             |             |  |  |         |         |
|  | فرنسا             | 0                |                   |       |             |             |  |  |         |         |
|  | فرنسا             | 0                | إسبانيا           | 4     |             |             |  |  |         |         |
|  | 22 يونيو – غدانسك |                  | إسبانيا           | 4     |             |             |  |  |         |         |
|  |                   | إيطاليا          | 0                 |       |             |             |  |  |         |         |
|  | اليونان           | إيطاليا          | 0                 | 2     |             |             |  |  |         |         |
|  | اليونان           | 28 يونيو – وارسو |                   | 2     |             |             |  |  |         |         |
|  | ألمانيا           | 4                |                   |       |             |             |  |  |         |         |
|  | ألمانيا           | 4                | ألمانيا           | 1     |             |             |  |  |         |         |
|  | 24 يونيو – كييف   |                  | ألمانيا           | 1     |             |             |  |  |         |         |
|  |                   | إيطاليا          | 2                 |       |             |             |  |  |         |         |
|  | إنجلترا           | إيطاليا          | 2                 | 0 (2) |             |             |  |  |         |         |
|  | إنجلترا           |                  |                   | 0 (2) |             |             |  |  |         |         |
|  | إيطاليا           | 0 (4)            |                   |       |             |             |  |  |         |         |
|  | إيطاليا           | 0 (4)            |                   |       |             |             |  |  |         |         |

### ربع النهائي
| جمهورية التشيك | 0–1 | البرتغال              |
| -------------- | --- | --------------------- |
|                |     | كريستيانو رونالدو 79' |

| ألمانيا                                                              | 4–2 | اليونان                                |
| -------------------------------------------------------------------- | --- | -------------------------------------- |
| فيليب لام 39' · سامي خضيره 61' · ميروسلاف كلوزه 64' · ماركو رويس 74' |     | جيورجيوس ساماراس 55' · سالبينغيديس 89' |

| إسبانيا                 | 2–0 | فرنسا |
| ----------------------- | --- | ----- |
| تشابي ألونسو 19'، +190' |     |       |

| إنجلترا                    | 0–0                           | إيطاليا                                             |
| -------------------------- | ----------------------------- | --------------------------------------------------- |
|                            | انتهت المباراة بركلات الترجيح |                                                     |
| ركلات الترجيح              |                               |                                                     |
| جيرارد · روني · يونغ · كول | 2–4                           | بالوتيلي · مونتوليفو · بيرلو · نوتشيرينو · ديامانتي |

### نصف النهائي
| البرتغال                      | 0 – 0                         | إسبانيا                                     |
| ----------------------------- | ----------------------------- | ------------------------------------------- |
|                               | انتهت المباراة بركلات الترجيح |                                             |
| ركلات الترجيح                 |                               |                                             |
| موتينيو · بيبي · ناني · ألفيش | 2 – 4                         | ألونسو · إنييستا · بيكيه · راموس · فابريغاس |

| ألمانيا            | 1 – 2 | إيطاليا                |
| ------------------ | ----- | ---------------------- |
| أوزيل +90' (ركلة.) |       | ماريو بالوتيلي 20' 36' |

### النهائي
| إسبانيا                                     | 4 - 0 | إيطاليا |
| ------------------------------------------- | ----- | ------- |
| سيلفا 14' · ألبا 41' · توريس 84' · ماتا 88' |       |         |

## الرموز

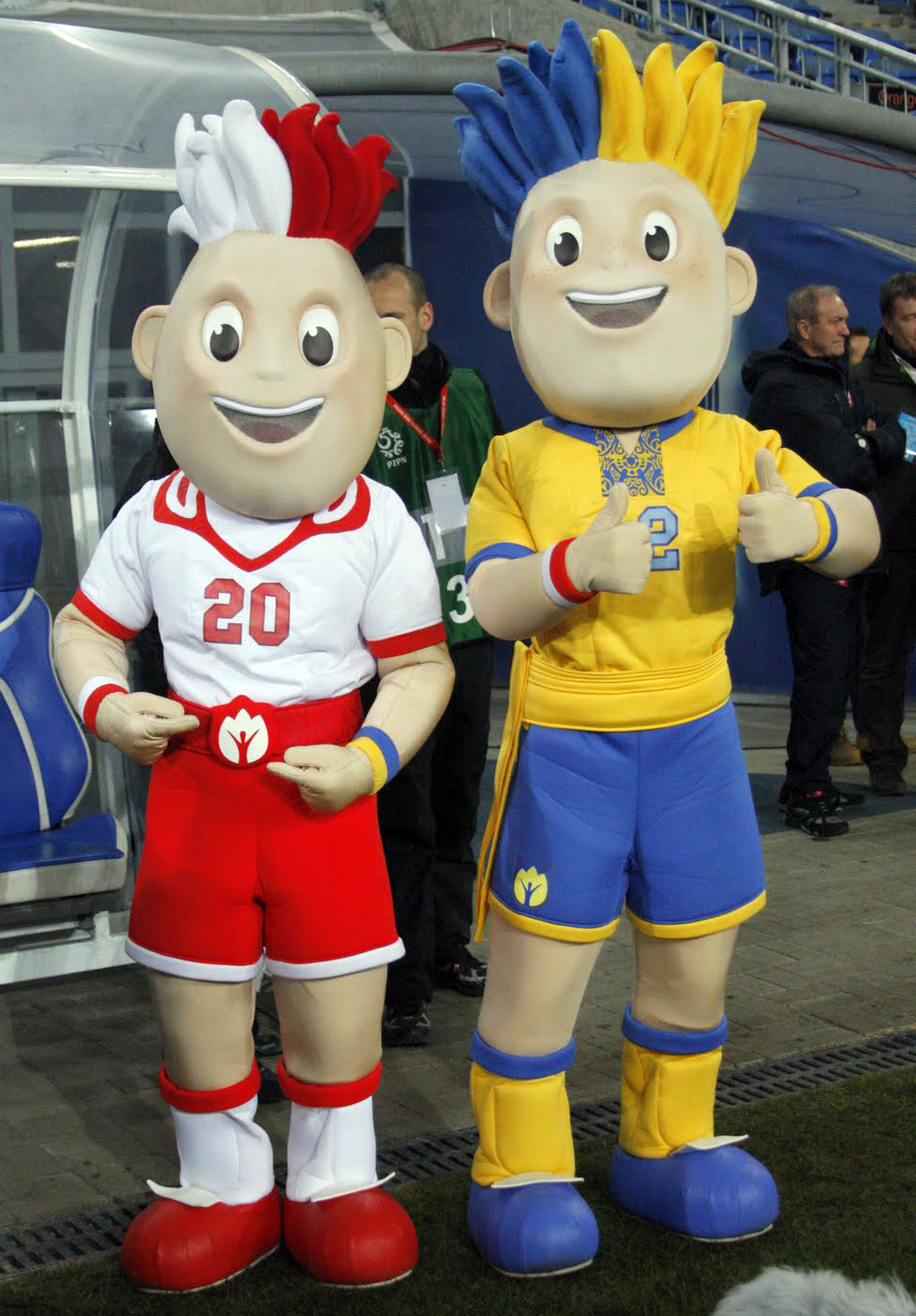
سلافيك وسلافكو

### التعويذة
التعويذة الرسمية لبطولة أمم أوروبا لكرة القدم 2012 هما سلافيك وسلافكو. هما توأمان ويرتدون ملابس بألوان علما بولندا وأوكرانيا. وقد تم الإعلان عنهم في ديسمبر 2010. وكما كان الحال في نسخة 2008 تم اختيار أسماء التعويذات عن طريق تصويت على موقع الاتحاد الأوروبي لكرة القدم. صمموا من قبل وارنر برذرز.

### الأغنية الرسمية
تم اختيار المغنية الألمانية الأمريكية أوشينا لتغني الأغنية الرسمية للبطولة وهي بعنوان صيف لا نهاية له

### كرة المباريات
الكرة الرسمية لبطولة أمم أوروبا لكرة القدم 2012 هي أديداس تانجو 12 والتي صممت لكي تكون سهلة للمراوغة والسيطرة من أديداس جابولاني التي لم يمكن التنبؤ بها خلال كأس العالم لكرة القدم 2010.

## وصلات خارجية
- الموقع الرسمي
- موقع شركة الحكومة البولندية لتنسيق الاستعدادات في بولندا